# Хванхэдо
Хванхэдо́ — одна из восьми провинций Кореи во время правления династии Чосон. Была расположена на северо-западе Корейского полуострова. Столицей был город Хэджу.

## История
В 1395 году на северо-западе была организована провинция Пхунхэдо (кор. 풍해도?, 豊海道?). В 1417 году провинция получила название Хванхэдо, которое происходит от первых букв главных её городов — Хванджу (황주, 黃州) и Хэджу (해주, 海州).
В 1895 году провинция была реорганизована в районы Хэджу (Хэджу-бу; 해주부, 海州府) на западе и Кэсон (Кэсон-бу; 개성부, 開城府) на востоке, однако в 1896 году провинция была восстановлена заново.
В 1945 году Корея была разделена на зоны оккупации СССР и США, соответственно на севере и юге, поделённые 38-й параллелью. Южная часть Хванхэ (вокруг городов Онджин и Йонан) стала частью южнокорейской провинции Кёнгидо.
В 1953 году после окончания Войны в Корее южные части Хванхэдо вновь вошли в состав провинции.
В 1954 году Хванхэдо была поделена на северную и южную части.

## География
Хванхэдо граничила с провинцией Пхёнандо на севере, Канвондо на востоке, Кёнгидо на юге, на западе омывалась Жёлтым морем.
Региональное название провинции — Хэсо.